# Brunner & Brunner
Pour les articles homonymes, voir Brunner.
Brunner & Brunner est un duo de schlager autrichien, composé des frères Karl, dit Charly (né le 28 février 1955 à Graz), et Johann, dit Jogl (né le 19 mars 1958 à Tamsweg).

## Histoire
Ils grandissent à Murau, où ils vivent toujours. Les deux frères commencent comme un orchestre de danse et publient des albums sous le nom de groupe de "Happy". Le manager A&R qui les remarque en 1991 leur fait enregistrer le single Weil Dein Herz Dich verrät (texte de Bernd Meinunger, musique d'Alfons Weindorf (de)) qu'il sort, sans leur accord, sous le nom de groupe de "Brunner & Brunner". Ils conservent finalement ce nom.
En 1994, Brunner & Brunner composent la chanson Für den Frieden der Welt pour Petra Frey, la représentante de l'Autriche à l'Eurovision de cette année.
L'album Leben est numéro un des ventes en Autriche en 1996.
Au cours du Musikantenstadl, le 19 septembre 2009, après avoir présenté un nouveau single Schokolade, les deux frères annoncent la fin de leur duo au début de l'année 2010.
Charly Brunner entame une carrière solo en mettant en téléchargement le 18 novembre 2011 un premier single Was immer du tust, extrait de l'album Ich glaub' an die Liebe, publié le 3 mars 2012.

## Discographie
Albums
- 1985: Tausend Träume
- 1987: Frei wie der Wind
- 1989: Verbotene Träume der Nacht
- 1991: Sehnsucht in mir
- 1992: Eis im Vulkan
- 1993: Darum lieb’ ich Dich
- 1994: Im Namen der Liebe
- 1995: Bis in alle Ewigkeit
- 1996: Leben
- 1996: Wenn du einsam bist
- 1997: Ich schenke Dir Liebe
- 1998: Wegen Dir
- 1999: Sonnenlicht
- 2000: Ti Amo
- 2001: Mitten im Meer
- 2001: Tief in der Nacht
- 2003: Männer, Frauen, Leidenschaft
- 2005: Unsere Grosse Zeit
- 2006: Ich liebe Dich
- 2009: In den Himmel und zurück
- 2010: Best of the Best

Live
- 1998: Live – Das Konzert
- 2003: Die Goldtour – Live
- 2007: Wir sind ein Feuerwerk
- 2010: Live – Die große Abschiedstour

Singles
- 1985: Santa Lucia
- 1985: Am Strand von San Fernand
- 1986: Mia bella Maria
- 1987: Heut’ nacht war die Nacht
- 1987: Holiday in San José
- 1988: So oder so
- 1989: Verbotene Träume der Nacht
- 1989: Du bist der Tag in meiner Nacht
- 1990: Baby Blue
- 1991: Weil Dein Herz Dich verrät
- 1991: Wenn Du einsam bist
- 1992: Sehnsucht in mir
- 1992: Du bist alles auf dieser Welt
- 1992: Eis im Vulkan
- 1993: Bis in alle Ewigkeit
- 1993: Schenk mir diese eine Nacht
- 1994: Shananana (lass uns leben)
- 1994: Darum lieb’ ich Dich
- 1994: Immer wieder, immer mehr
- 1995: Im Namen der Liebe
- 1995: Sag doch…
- 1995: Bis in alle Ewigkeit (Remix ’95)
- 1996: Du und ich
- 1996: Du bist Leben für mich
- 1996: Wie der Wind wehst Du mir ins Gesicht
- 1996: Liebe lacht, Liebe weint
- 1997: Weil wir uns lieben
- 1997: In Dir nur Liebe spür’n
- 1998: Es haut mich um, wenn Du lachst
- 1998: Wenn Du mich in die Arme nimmst
- 1999: Weil ich Dich immer noch lieb
- 1999: Tu mir nicht weh
- 1999: Irgendwo und irgendwann
- 1999: Sterne in Deinen Augen
- 2000: Ti amo
- 2001: Wir sind alle über 40
- 2003: Auch Männer sind Menschen
- 2004: Julie
- 2004: Prosecco für alle
- 2006: Ich liebe Dich
- 2006: Es war die Nacht der 1000 Träume
- 2006: Du bist die Frau, die ich will
- 2007: Wir sind ein Feuerwerk
- 2009: Beiss dich durch
- 2009: Alle wollen immer nur das Eine
- 2009: Schokolade
- 2010: Ich werde niemals aufhör’n dich zu lieben